# Munka-Ljungby
Munka-Ljungby är en tätort i Ängelholms kommun och kyrkby i Munka-Ljungby socken i Skåne.

## Historia
Munka Ljungby är kyrkby i Munka-Ljungby socken och ingick efter kommunreformen 1862 i Munka-Ljungby landskommun. I denna inrättades den 20 april 1945 Munka Ljungby municipalsamhälle, som upplöstes med utgången av 1961. Orten ingår sedan 1971 i Ängelholms kommun.

### Befolkningsutveckling
| Befolkningsutvecklingen i Munka-Ljungby 1960–2020 | Befolkningsutvecklingen i Munka-Ljungby 1960–2020 | Befolkningsutvecklingen i Munka-Ljungby 1960–2020 | Befolkningsutvecklingen i Munka-Ljungby 1960–2020 | Befolkningsutvecklingen i Munka-Ljungby 1960–2020 |
| ------------------------------------------------- | ------------------------------------------------- | ------------------------------------------------- | ------------------------------------------------- | ------------------------------------------------- |
|                                                   |                                                   |                                                   |                                                   |                                                   |
| År                                                |                                                   |                                                   | Folkmängd                                         | Areal (ha)                                        |
| 1960                                              | 1960                                              |                                                   | 1 027                                             |                                                   |
| 1965                                              | 1965                                              |                                                   | 1 144                                             |                                                   |
| 1970                                              | 1970                                              |                                                   | 1 501                                             |                                                   |
| 1975                                              | 1975                                              |                                                   | 2 071                                             |                                                   |
| 1980                                              | 1980                                              |                                                   | 2 314                                             |                                                   |
| 1990                                              | 1990                                              |                                                   | 2 582                                             | 195                                               |
| 1995                                              | 1995                                              |                                                   | 2 753                                             | 213                                               |
| 2000                                              | 2000                                              |                                                   | 2 702                                             | 213                                               |
| 2005                                              | 2005                                              |                                                   | 2 877                                             | 221                                               |
| 2010                                              | 2010                                              |                                                   | 2 840                                             | 223                                               |
| 2015                                              | 2015                                              |                                                   | 3 148                                             | 297                                               |
| 2020                                              | 2020                                              |                                                   | 3 470                                             | 315                                               |
|                                                   |                                                   |                                                   |                                                   |                                                   |

## Samhället
I orten ligger bland annat Munka-Ljungby kyrka och Munka folkhögskola. Munka Ljungby har många industrier, de flesta i den södra delen av orten.

## Kommunikationer
Väg 13 går igenom södra delen av samhället och leder till Ängelholm och Klippan. Busslinjerna 511, 507 och 510, som körs av Skånetrafiken, trafikerar Munka Ljungby.

## Utbildning

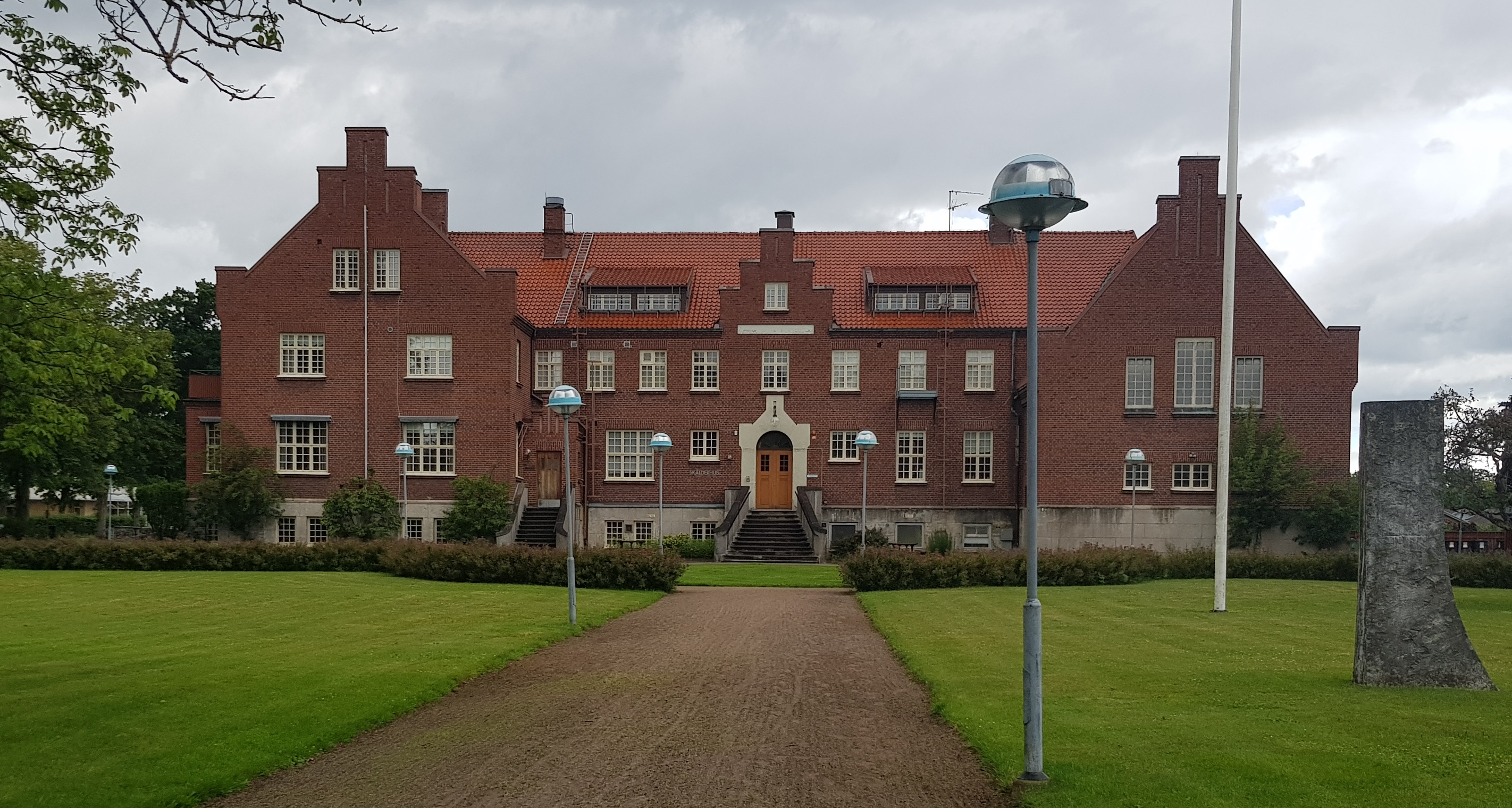
Munka folkhögskola

Centralt i tätorten finns Munka folkhögskola. För ungdom finns Toftaskolan som har årskurserna F-9 med ungefär 540 elever. Skolan tillhör Munka Ljungby rektorsområde (tillsammans med Össjö skola).

## Idrottsföreningar
- Munka Ljungby IF - fotboll
- Munka Ljungby IBK - innebandy

## Kända personer
- Jarl Borssén, skådespelare
- Jonas Falk, brottsling
- Ragnar Skanåker, pistolskytt